# ストリートボード

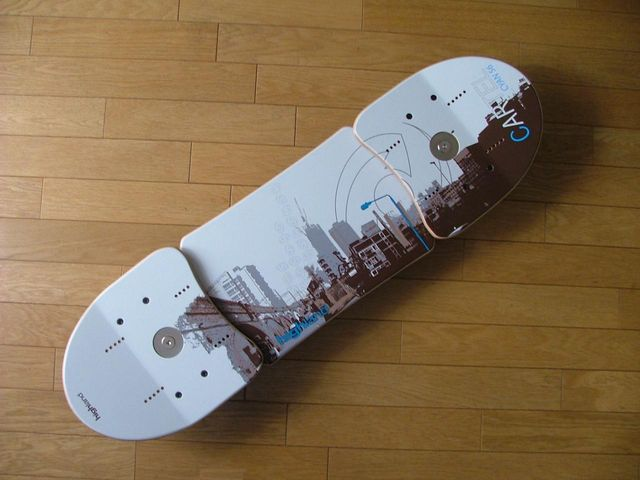
現在のストリートボード（表面）

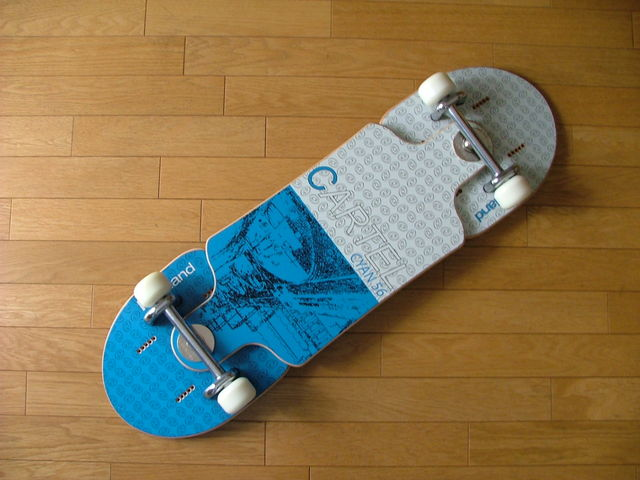
現在のストリートボード（裏面）

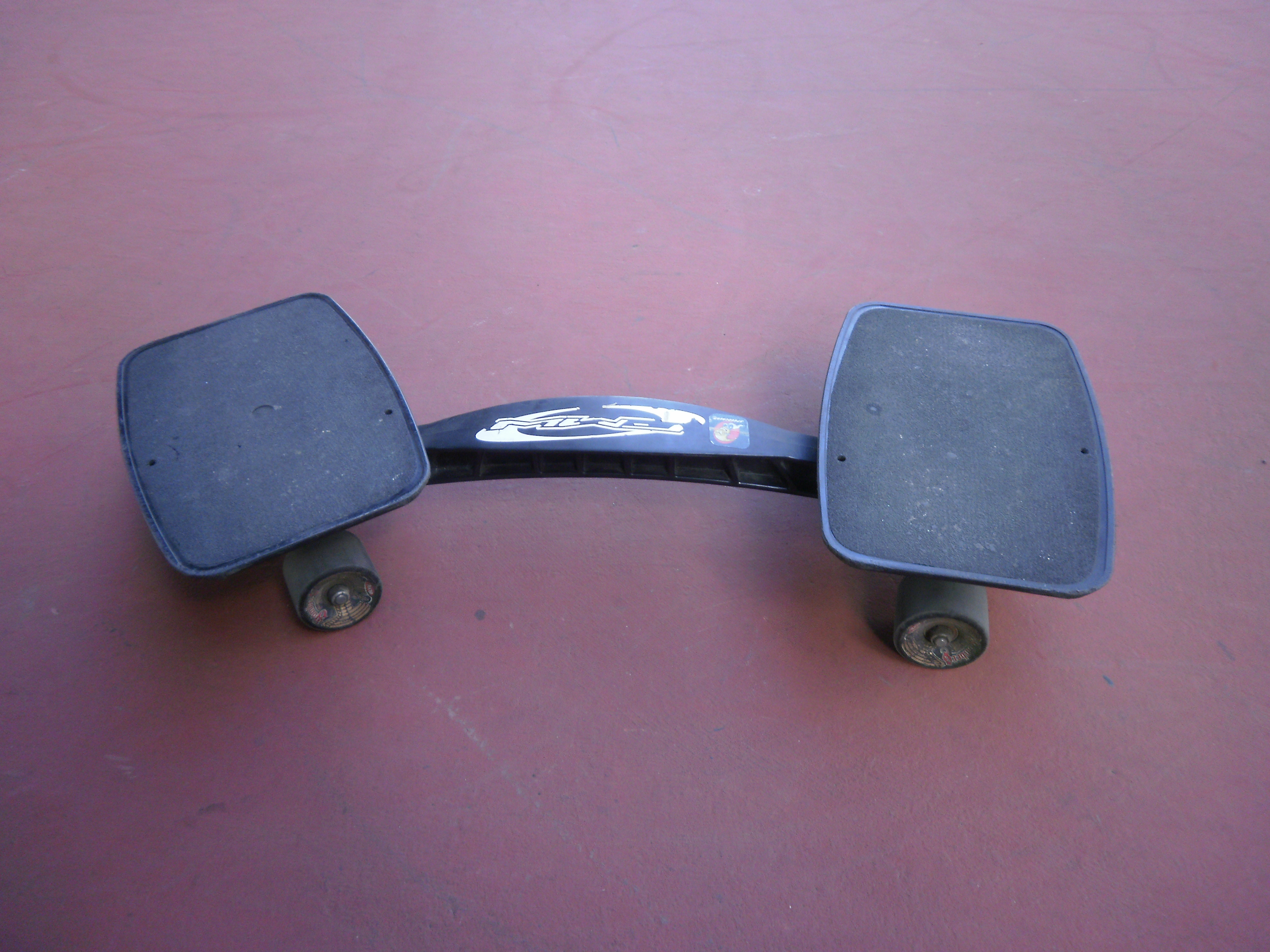
旧タイプのスネークボード（表面）

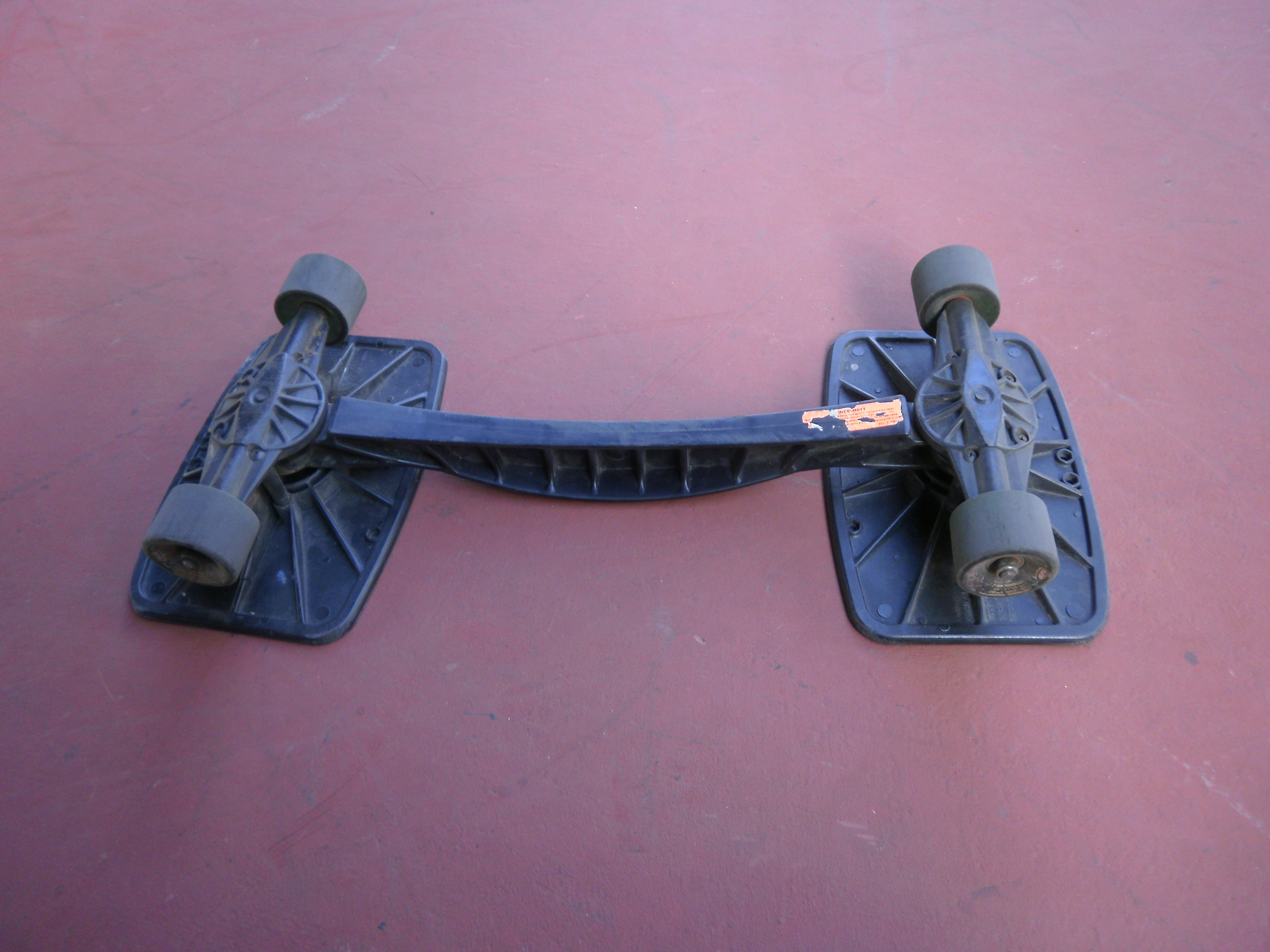
旧タイプのスネークボード（裏面）

ストリートボード (Streetboard) または、スネークボード (Snakeboard) とは、3枚の板を直列に組み合わせたものに車輪が付いた、スケートボードの新種。

## 概要
外観はスケートボードに似ているが、一般のスケートボードとは下記の点が異なる。
- 3枚の板がヒンジにより稼動するため、一枚板である一般のスケートボードより挙動は複雑となる。
- バインディングを使用して足をボードに固定することが可能

## 呼称について
ストリートボードは1989年の発明当初、「スネークボード」と命名されたが、1998年にSnakeboard USA社が、「スネークボード」という呼称を独占し、参入する他社の製品を「スネークボード」と呼ぶことを禁じた。これにより呼称変更を余儀なくされた各社は「ストリートボード」という呼称を考案した。よって、「スネークボード」と「ストリートボード」という呼称を使い分ける場合、Snakeboard USA社の製品を「スネークボード」と呼び、他社の製品を「ストリートボード」と呼ぶことが正しい。しかしながら、近年においては「ストリートボード」という呼称が主流であり、注釈なく「スネークボード」と言った場合、旧型のスネークボードを指す場合が多い。

ちなみに、「ストリートボード」とは、「ストリートでできるスノーボード」の意。また、「ストリートボード」以外に提案された呼称として「swingboard（スイングボード）」「pivotboard（ピボットボード）」なども挙がった。

なお近年、キャスターボードをスネークボードと呼ぶ者が散見されるが、前述の通りスネークボードとは、Snakeboard USA社の製品または旧型のスネークボードを指すものであり、キャスターボードをスネークボードと呼ぶことは誤りである。

## 歴史
1989年
- ヨハネスブルグ（南アフリカ）在住の３人の学生たち（James Fisher、Oliver Macleod-Smith、Simon King）が、スケートボード、サーフィング、スノーボード、スキーなどからインスパイアされ、スネークボードを発明し、Skatex International (Pty) Ltdを設立した。
- Snakeboard USA社（米国）が設立され、Skatex International (Pty) Ltdよりスネークボードのライセンスを購入し、スネークボードの製造と販売を開始した。まもなく、スネークボードはスポーツとして認知された。

1990年
- PMS社(英国)がSkatex International (Pty) Ltdよりライセンスを購入し、スネークボード界に参入。PMS社は"Sydewynder"をリリースし、ヨーロッパで５万点以上を販売するヒットとなった。

1994年
- イギリスのガーンジーにて初めての世界大会が行われた。以後、1998年を除き、世界大会は毎年行われている。

1998年

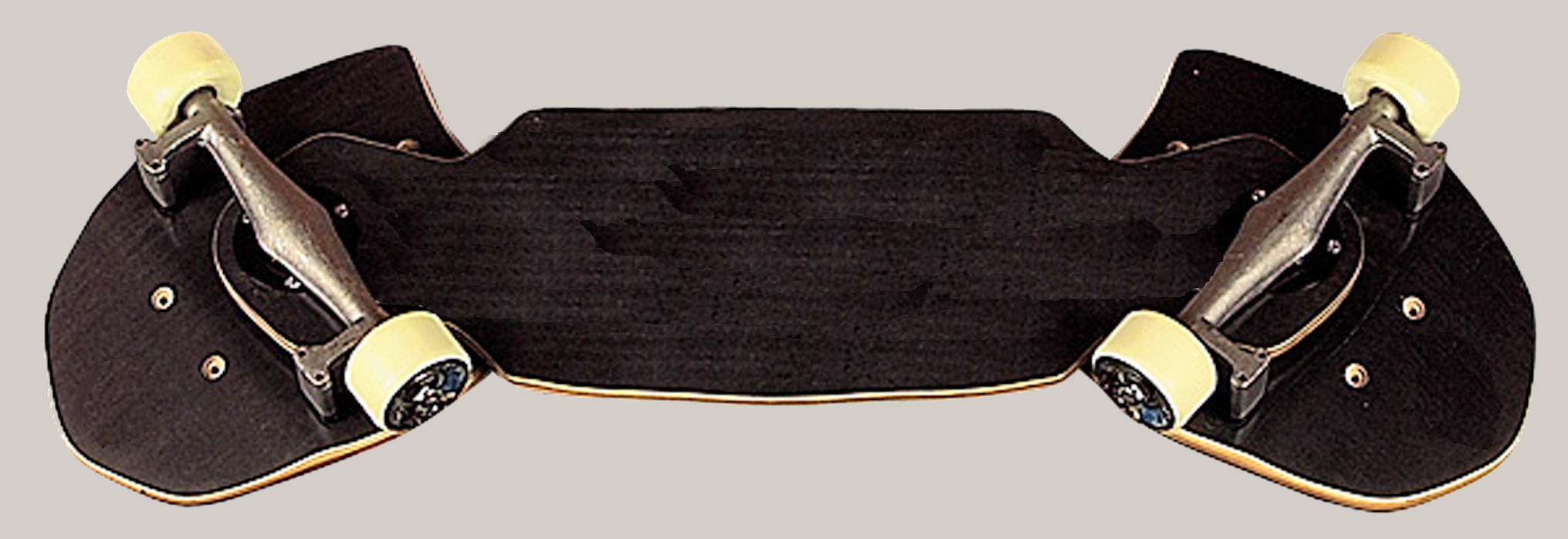
Anderson Streetboards USA社製ストリートボード（裏面）

- MV SPORT社（イギリス）がスネークボード関連の企業を買収。同時にSnakeboard USA社以外の関連企業は全て一旦撤退した。
- MV SPORT社は3種類のスネークボード（Sydewynder、Viper、Spacedeck）をリリースしたが、おもちゃとして売り出されたスネークボードがヒットには至ることはなかった。
- Snakeboard USA社が、呼称としての「snakeboard」を独占し、参入する他社の製品を「snakeboard」と呼ぶことを禁じた。これにより「snakeboard」という呼称を使用できなくなったライダーたちが「streetboard」と呼称を改め、Anderson Streetboards USA社（米国）を設立した。さらにAnderson Streetboards USA社は、スネークボード（以下、ストリートボード）の設計を大幅に改良し、スケートボードに近いデザインに改めた。

2001年
- FlipsideUSA社（米国、設立者：Kara Guire）が設立され、ストリートボード界に参入。新製品とアパレルの販売を始めた。

2002年
- Dimension Streetboards社（米国、設立者：Brinton Gunderson 、Josh Mick 、Victor Murstig)が設立され、ストリートボード界に参入した。
- GrossO Boards社(ブエノスアイレス、設立者：Pipo Grosso、Martin Hernandez Elizalde）が設立され、ストリートボード界に参入した。

2004年
- Highland Streetboards社(スコットランド)が設立され、ストリートボード界に参入した。
- Dimension Streetboards社が日本の企業と契約し、日米間の販売ルートが確立された。

2006年
- SnakeboardUSA社が旧タイプのボードの販売を終了した。

2007年
- 日本で、JSO(Japan Streetboarding Organization)が設立された。

2011年
- 第１回全日本ストリートボード選手権大会が東京都足立区で行われた。

2012年
- 第２回全日本ストリートボード選手権大会が東京都足立区で行われた。

2013年
- 第３回全日本ストリートボード選手権大会が東京都江東区で行われた。

2014年
- 第４回全日本ストリートボード選手権大会が東京都板橋区で行われた。

2015年
- 第５回全日本ストリートボード選手権大会が東京都板橋区で行われた。

## ストリートボードのトリック

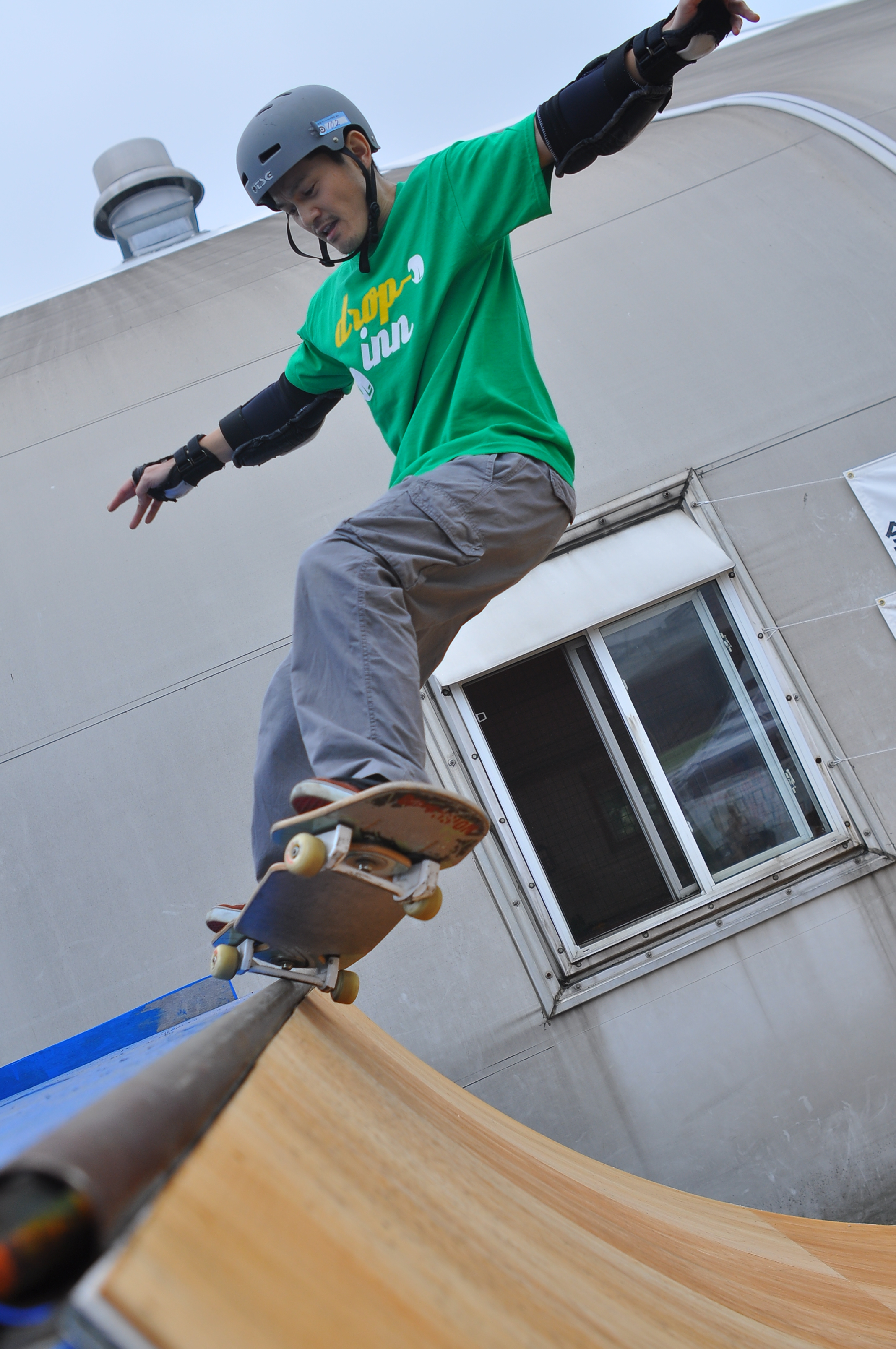
グラインド

滑走中にジャンプなどの動き織り交ぜることを「トリック（または技）」と言う。ストリートボードのトリックは、スケートボードやスノーボードからインスパイアされていることから、スケートボードやスノーボードに近い、或は同じトリックが少なくない。
マニュアル前輪を浮かせ、後輪のみで走行する。または、後輪を浮かせ、前輪のみで走行する。
オーリーバインディングで足をストリートボードに固定し、走行しながらジャンプする。
180オーリーしながら180度回転する。
360オーリーしながら360度回転する。
グラインドオーリー後、段差や手すり等の上に乗り、車輪を使わずにトラックの部分で滑走する。
スライドオーリー後、段差や手すり等の上に乗り、車輪を使わずにボードの部分で滑走する。
パワースライドドリフト走行のように、ボードごと横滑りする。
フィーバーポーズ滑走中に片手を斜めに上げ、人差し指を立てる。

## ストリートボードの競技種目
フラット障害物のない平地で繰り出すトリックの難易度や、オーリーの高度を競う。
ランプ「ランプ」と呼ばれるU字型の建造物を往復しながら滑走し、繰り出すトリックの難易度やジャンプの高度を競う。
レール水平に設置したレール（鉄パイプ）でグラインドやスライドを行い、その距離と難易度を競う。
スラローム均等に設置されたパイロン（カラーコーン）を交互によけながら滑走し、その正確さとスピードを競う。
ダウンヒル坂道を下りながら繰り出すトリックの難易度や、滑走スピードを競う。

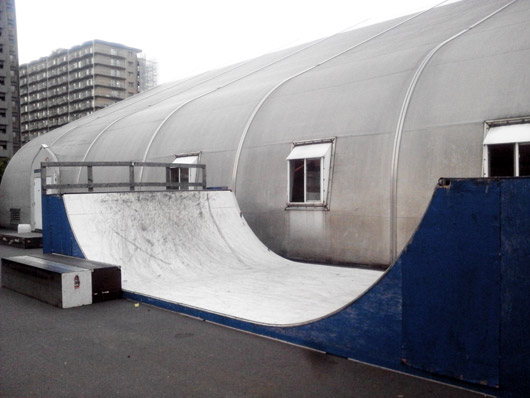
ランプ
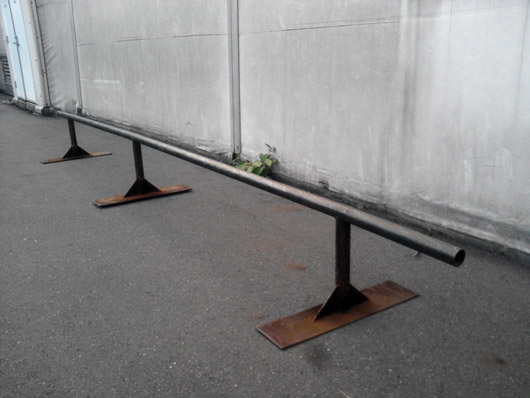
競技用のレール
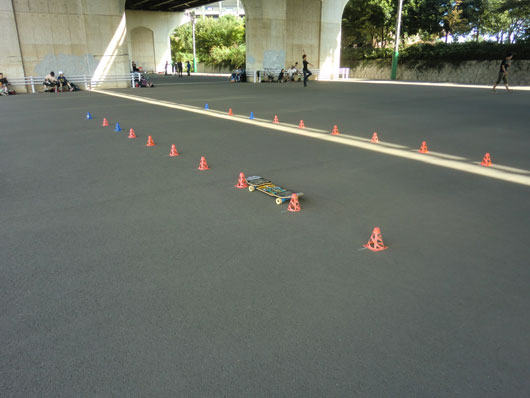
スラローム用に並べられたパイロン

## ストリートボードの用語
ストリートボードに使用される用語は、スケートボードやスノーボードと共通するものが多い。ここでは、スケートボードやスノーボードで用いられることのない、ストリートボード独特の用語のみを解説する。
スタンス２つのピボットの間の長さを呼ぶ。５０ｃｍ～５６ｃｍが主流。
センターバー２枚のフットプレートをつなぐパーツ。
トラックウィール（車輪）をフットプレートに固定するための金属パーツ。
バインディングスノーボードのように、足をストリートボードに固定するもの。
ピボットセンターバーとフットプレートをつなぐベアリング。
フットプレートストリートボードのパーツのうち、足をのせる箇所。

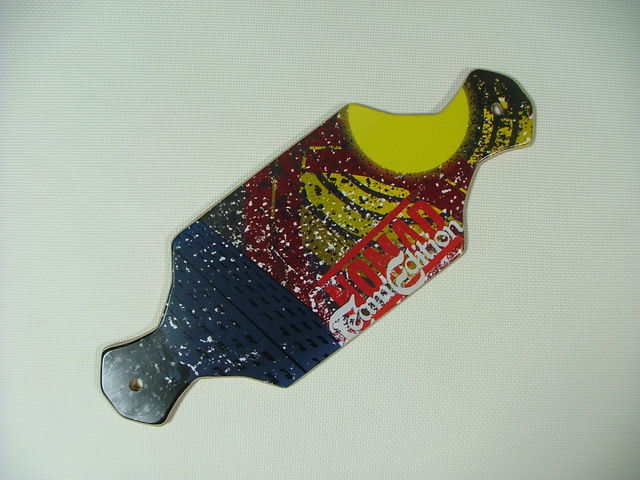
センターバー
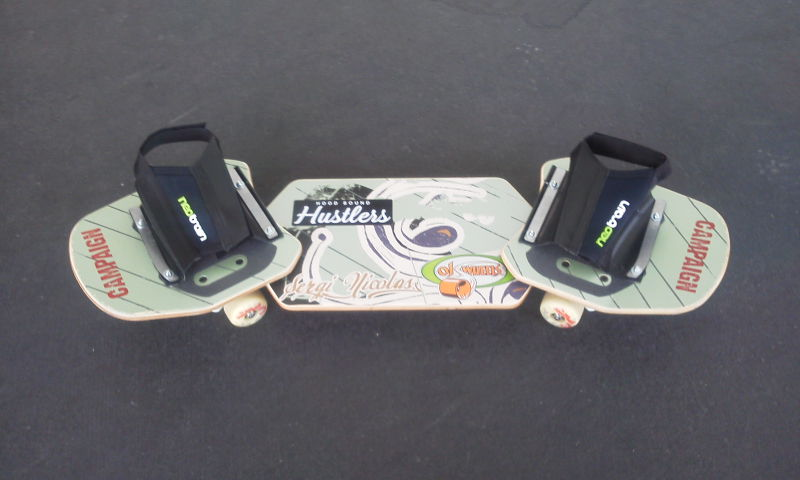
バインディングを取り付けたストリートボード